# Karol Borsuk (Dirigent)
Karol Borsuk (* 6. November 1949 in Łuków) ist ein polnischer Dirigent, Komponist und Musiker.

## Leben und Wirken
Karol Borsuk wurde seit seinem siebten Lebensjahr in seiner Heimatstadt Łuków an der Musikschule unterrichtet und erhielt später Violinunterricht beim Geiger und Komponisten Henryk Rick-Wisniewski (1912–1984). Nach einem Studium der Musikpädagogik an der Maria-Curie-Skłodowska-Universität in Lublin folgte ein Masterstudium am Kunstinstitut der Universität (UMCS) in den Fächern Dirigieren, Violine und Musikpädagogik. Ein weiterführendes Studium absolvierte er im Orchesterdirigieren bei Adam Natanek. Nach dem Studium arbeitete er bis Ende 1981 an der Universität (UMCS) Lublin als Dozent und Dirigent.
1981 übersiedelte er nach Berlin und wirkte über 30 Jahre als stellvertretender Musikschulleiter und Fachbereichsleiter der Abteilungen Streichinstrumente und Alte Musik an der Musikschule Reinickendorf. Seit 1984 leitet er den Lichterfelder Chorkreis, seit 1985 den Frauenchor Spandau, sowie außerdem das Sinfonische Ensemble Reinickendorf und das Orchester Musica da camera. Außerdem trat er verschiedentlich als Geiger auf, z. B. mit dem Trio Primavera.
Borsuk war Juror bei internationalen Musikwettbewerben u. a. in Gorizia/Italien und Chelm/Polen tätig. Er leitete das internationale Jugendorchester bei den jährlichen Sommerkursen in Balassagyarmat in Ungarn.
Borsuk leitet als Dirigent regelmäßig Konzerte in der Berliner Philharmonie, im Haus des Rundfunks und im Konzerthaus Berlin. Dabei bringt er Werke verschiedener musikalischer Stilrichtungen vom Barock über die Klassik bis hin zu zeitgenössischen Komponisten (z. B. Piotr Moss) – darunter Sinfonien, Kantaten, Messen aber auch Melodien aus Musicals und Operetten – sowie seine eigenen Kompositionen zur Aufführung. Er konzertierte als Dirigent sowie als Musiker unter anderem in Schweden, Dänemark, Polen, Ungarn, Italien und Spanien.
Borsuk ist Ehrenbürger der Stadt Międzyzdroje.

## Werk
Zu Borsuks Kompositionen zählen sowohl Kammermusik als auch Werke für Chor und Orchester, darunter Kantaten und Messen (Misdroy-Messe), die regelmäßig zur Aufführung gelangen. 2019 wurden zwei seiner Kompositionen zu Texten von Seneca (Seneca-Sentenzen) im Konzerthaus Berlin uraufgeführt.

## Kompositionen (Auswahl)
- Quo vadis, Domine? Konzertkantate für Sopran-Solo, Chor und Orchester
- Misdroy-Messe
- Misdroy – Fantasie für Viola, Chor und Orchester
- Sinfonia piccola
- Poesie ist keine zügellose Fantasie… für Sopran, Violine und Cello (Text: Zbigniew Herbert)
- Übersetzen. Lied (Text Karl Dedecius)
- Fantasie für Viola, Chor und Orchester
- 8 Miniaturen zu den Aphorismen von Henryk Bereska
- Ave Maria
- Zwei Stücke für Bratsche
- Seneca-Sentenzen (nach Texten von Seneca)[13]